# Chalybura
Chalybura és un gènere d'ocells de la subfamília dels troquilins (Trochilinae) dins la família dels troquílids (Trochilidae).

## Taxonomia
Segons la Classificació del Congrés Ornitològic Internacional (versió 2.5, 2010) aquest gènere està format per dues espècies:
- colibrí de Buffon (Chalybura buffonii).
- colibrí cama-roig (Chalybura urochrysia).